# Lecco Calcio 1998-1999
Questa pagina raccoglie le informazioni riguardanti la società calcistica italiana Lecco Calcio nelle competizioni ufficiali della stagione 1998-1999.

## Stagione
Nella stagione 1998-99 il Lecco disputa il girone A del campionato di Serie C1, con 27 punti in classifica si è piazzato in penultima posizione, e si è salvato superando nei playout il Padova nel doppio confronto (1-1) in casa e vincendo (0-1) in trasferta con una rete di Bertolini. Il torneo è stato vinto dall'Alzano Virescit con 66 punti che è stato promosso diretto in Serie B, la seconda promossa è stata la Pistoiese che ha vinto i playoff. Il Lecco si presenta largamente rinnovato, ancora guidato da Adriano Cadregari, che non riesce a competere con squadre meglio rodate, il girone di andata si chiude con il lariani quart'ultimi con 18 punti. Nel girone di ritorno il Lecco sprofonda, raccogliendo solo 9 punti, chiudendo il campionato penultimo a 27 punti. Il playout si gioca con il Padova che ha terminato il torneo a 40 punti ed è favorito. Ma la palla è rotonda, ed il doppio confronto arride al Lecco, che si salva. Nella Coppa Italia di Serie C i lariani arrivano ultimi con un pareggio e tre sconfitte nel girone C di qualificazione vinto dall'Albinoleffe.

## Rosa
| N. |                   | Ruolo | Calciatore          |
| -- | ----------------- | ----- | ------------------- |
|    | Italia (bandiera) | C     | Gioacchino Adamo    |
|    | Italia (bandiera) | C     | Mario Alfieri       |
|    | Italia (bandiera) | C     | Antonio Amita       |
|    | Italia (bandiera) | C     | Stefano Archetti    |
|    | Italia (bandiera) | A     | Claudio Balesini    |
|    | Italia (bandiera) | A     | Alberto Bertolini   |
|    | Italia (bandiera) | C     | Mattia Biso         |
|    | Italia (bandiera) | C     | Stefano Bono        |
|    | Italia (bandiera) | D     | Antonio Calabro     |
|    | Italia (bandiera) | D     | Donatello Gasparini |
|    | Italia (bandiera) | C     | Roberto Gemmi       |
|    | Italia (bandiera) | D     | Cristiano Giaretta  |

| N. |                   | Ruolo | Calciatore         |
| -- | ----------------- | ----- | ------------------ |
|    | Italia (bandiera) | P     | Maurizio Monguzzi  |
|    | Italia (bandiera) | D     | Cesare Natali      |
|    | Italia (bandiera) | C     | Antonio Orlando    |
|    | Italia (bandiera) | A     | Armando Puca       |
|    | Italia (bandiera) | A     | Maurizio Sala      |
|    | Italia (bandiera) | D     | Roberto Sala       |
|    | Italia (bandiera) | C     | Cristiano Scazzola |
|    | Italia (bandiera) | C     | Claudio Sesti      |
|    | Italia (bandiera) | D     | Matteo Sogliani    |
|    | Italia (bandiera) | C     | Alessandro Toti    |
|    | Italia (bandiera) | D     | Danilo Vitali      |
|    | Italia (bandiera) | A     | Francesco Zerbini  |

## Risultati

### Campionato

#### Girone di andata
| Arbitro: | Pieri (Genova) |

|             |           |            |
| Alfieri 74’ | Marcatori | 25’ Brizzi |

| Arbitro: | Battaglia (Messina) |

|                                   |           |           |
| Vincioni 77’ (rig.) Altobelli 86’ | Marcatori | 18’ Amita |

| Lecco 20 settembre 1998 3ª giornata | Lecco                 | 0 – 0 | Varese | Stadio Mario Rigamonti\| Arbitro: \| N. Ayroldi (Molfetta) \| |
| Arbitro:                            | N. Ayroldi (Molfetta) |       |        |                                                               |

| Arbitro: | Gabriele (Frosinone) |

|                                             |           |                                 |
| Fioretti 37’, 57’ Benin 59’ Castiglione 64’ | Marcatori | 9’ Giaretta 83’ (rig.) Balesini |

| Arbitro: | S. Ayroldi (Molfetta) |

|              |           |  |
| Ma. Sala 22’ | Marcatori |  |

| Arbitro: | Strocchia (Nola) |

|                        |           |  |
| Bonaldi 21’ Scalzo 34’ | Marcatori |  |

| Arbitro: | Lombardi (Lanciano) |

|                |           |                          |
| Scazzola 90+5’ | Marcatori | 5’ Savoldi 15’ Zaffaroni |

| Lecco 25 ottobre 1998 8ª giornata | Lecco           | 0 – 0 | Carrarese | Stadio Mario Rigamonti\| Arbitro: \| Cavuoti (Vasto) \| |
| Arbitro:                          | Cavuoti (Vasto) |       |           |                                                         |

| Arbitro: | N. Ayroldi (Molfetta) |

|                                  |           |              |
| Pilleddu 16’ Caverzan 43’ (rig.) | Marcatori | 24’ Ma. Sala |

| Arbitro: | Lombardi (Lanciano) |

|                     |           |  |
| Scazzola 18’ (rig.) | Marcatori |  |

| Cittadella 22 novembre 1998 11ª giornata | Cittadella                  | 0 – 0 | Lecco | Stadio Piercesare Tombolato\| Arbitro: \| Ambrosino (Torre del Greco) \| |
| Arbitro:                                 | Ambrosino (Torre del Greco) |       |       |                                                                          |

| Arbitro: | Silvestrini (Macerata) |

|              |           |  |
| Balesini 75’ | Marcatori |  |

| Arbitro: | Campofiorito (Chiavari) |

|                                           |           |                     |
| Rocchi 61’ Saudati 82’ (rig.) Damiani 87’ | Marcatori | 24’ (rig.) Scazzola |

| Reggio Emilia 13 dicembre 1998 14ª giornata | Brescello          | 0 – 0 | Lecco | Stadio Mirabello\| Arbitro: \| Palmieri (Cosenza) \| |
| Arbitro:                                    | Palmieri (Cosenza) |       |       |                                                      |

| Arbitro: | Cassarà (Palermo) |

|              |           |                                       |
| Balesini 26’ | Marcatori | 12’ De Angelis 32’ Memmo 81’ Carobbio |

| Arbitro: | Ioseffi (Siena) |

|                       |           |          |
| Affatigato 26’ (rig.) | Marcatori | 1’ Gemmi |

| Arbitro: | Verrucci (Fermo) |

|                                                    |           |                         |
| Scazzola 33’ (rig.) Bertolini 50’ Zerbini 67’, 75’ | Marcatori | 62’ (aut.) D. Gasparini |

#### Girone di ritorno
| Arbitro: | Maselli (Lucca) |

|              |           |  |
| O. Brevi 17’ | Marcatori |  |

| Arbitro: | P. Rossi (Forlì) |

|  |           |                            |
|  | Marcatori | 36’ Cecchini 90+2’ Arricca |

| Arbitro: | N. Ayroldi (Molfetta) |

|  |           |          |
|  | Marcatori | 77’ Biso |

| Arbitro: | Ambrosino (Torre del Greco) |

|              |           |                                 |
| Balesini 83’ | Marcatori | 30’ Bonaldi 67’, 90+3’ Vendrame |

| Ferrara 14 febbraio 1999 22ª giornata | SPAL               | 0 – 0 | Lecco | Stadio Paolo Mazza\| Arbitro: \| Palmieri (Cosenza) \| |
| Arbitro:                              | Palmieri (Cosenza) |       |       |                                                        |

| Arbitro: | N. Ayroldi (Molfetta) |

|               |           |  |
| Bertolini 51’ | Marcatori |  |

| Arbitro: | Cruciani (Pesaro) |

|              |           |  |
| Spinelli 82’ | Marcatori |  |

| Arbitro: | N. Ayroldi (Molfetta) |

|           |           |  |
| Falco 29’ | Marcatori |  |

| Arbitro: | Micoli (Tivoli) |

|            |           |                  |
| Natali 57’ | Marcatori | 44’ Giandomenico |

| Arbitro: | Strocchia (Nola) |

|               |           |  |
| Cherubini 74’ | Marcatori |  |

| Arbitro: | Morganti (Ascoli Piceno) |

|  |           |                                 |
|  | Marcatori | 44’ Beretta 79’ (aut.) Monguzzi |

| Arbitro: | Cassarà (Palermo) |

|                                        |           |                               |
| Gennari 36’ Birarda 38’ Verolino 90+3’ | Marcatori | 49’ Bertolini 75’ (rig.) Toti |

| Arbitro: | Strocchia (Nola) |

|               |           |                       |
| Bertolini 19’ | Marcatori | 37’ Damiani 75’ Salvi |

| Arbitro: | Ciccoianni (Ascoli Piceno) |

|  |           |                           |
|  | Marcatori | 75’ Lunardon 82’ Pistella |

| Arbitro: | Esposito (Trapani) |

|                  |           |  |
| Ferrari 61’, 71’ | Marcatori |  |

| Arbitro: | Semeraro (Taranto) |

|              |           |             |
| Scazzola 66’ | Marcatori | 18’ Bernini |

| Arbitro: | Cassarà (Palermo) |

|                       |           |  |
| Saurini 17’ Buscè 40’ | Marcatori |  |

#### Play-out
| Arbitro: | Gabriele (Frosinone) |

|             |           |              |
| Calabro 11’ | Marcatori | 9’ S. Barone |

| Arbitro: | Saccani (Mantova) |

|  |           |               |
|  | Marcatori | 41’ Bertolini |

### Coppa Italia Serie C

#### Fase eliminatoria a gironi
| Arbitro: | Tomasi (Conegliano) |

|              |           |                              |
| Ro. Sala 29’ | Marcatori | 41’ Mirabile 72’ Maffioletti |

| 26 agosto 1998 2ª giornata |  | – Turno di riposo Lecco |  |  |

| Arbitro: | Lucenti (Mestre) |

|                            |           |  |
| J. Colombo 68’ Temelin 70’ | Marcatori |  |

| Lecco 9 settembre 1998 4ª giornata | Lecco                     | 0 – 0 | Cremapergo | Stadio Mario Rigamonti\| Arbitro: \| Dondarini (Finale Emilia) \| |
| Arbitro:                           | Dondarini (Finale Emilia) |       |            |                                                                   |

| Arbitro: | Valensin (Milano) |

|              |           |  |
| Ferrigno 54’ | Marcatori |  |